# 拉欽 (杜布諾區)
50°25′10″N 25°47′59″E / 50.41944°N 25.79972°E
拉欽（烏克蘭語：Рачин）是位於烏克蘭西部里夫內州裏杜布諾區的村莊，始建於1545年，面積35.1平方公里，海拔高度200米，2001年人口1,803，人口密度每平方公里51.4人。